# Amarynthis superior
Amarynthis superior är en fjärilsart som beskrevs av Adalbert Seitz 1917. Amarynthis superior ingår i släktet Amarynthis och familjen Riodinidae. Inga underarter finns listade i Catalogue of Life.